# Martinote
Martinote (també conegut com a Poblado Martinote) és una entitat de població de l'Uruguai, ubicada al centre del departament de Tacuarembó. Es troba a 136 metres sobre el nivell del mar. Té una població aproximada de 728 habitants.